# Piazza Stesicoro
Piazza Stesicoro è un'importante piazza del centro storico di Catania, situata a nord-ovest del quartiere San Berillo.

## Geografia
Posizionata lungo la Via Etnea, presenta una forma semplice, di tipo rettangolare. Essa è delimitata a nord dal Palazzo Tezzano e dal Palazzo del Toscano, ad est dal Palazzo Beneventano e da un palazzo di fine anni cinquanta che ospita il Banco di Sicilia, ad ovest dalla Chiesa di San Biagio e dal Palazzo della Borsa, affacciato ad ovest dell'omonima piazza e inaugurato nel 1933, quando in epoca fascista era la sede dei fasci e delle corporazioni, ma dove oggi è sita la Camera di Commercio, infine a sud presenta alcuni edifici di epoca ottocentesca, come il Palazzo Bicocca.
Nell'ala ovest della piazza si trova, a circa dieci metri al di sotto del livello stradale, una porzione dell'Anfiteatro Romano, riportato alla luce nel 1903 e aperto al pubblico nel 1907. 
Nell'ala est, invece, è collocato il Monumento a Vincenzo Bellini. Alle sue spalle, la piazza si apre sul Corso Sicilia, moderna via ampia più di venti metri, realizzata a seguito del cosiddetto Sventramento di San Berillo, ovvero la demolizione parziale di tale storico quartiere del centro storico catanese, avvenuta tra il maggio 1956 e il 1958. La nuova strada, affiancata da una serie di palazzi di nuova generazione principalmente destinati a banche e a società di assicurazione, è stata giustificata con l'esigenza di collegare via Etnea alla stazione ferroviaria, operazione portata a compimento solo grazie anche ad un'altra via, Corso Martiri della Libertà.
Piazza Stesicoro è una tra quelle più frequentate della città, sia per la sua centralità che per la contiguità con la Fera 'o Luni (la Fiera del lunedì, secondo l'interpretazione popolare), storico e più antico mercato cittadino che resta aperto durante tutta la settimana.

## Trasporti
Dal 2016 Piazza Stesicoro è collegata tramite la Metropolitana di Catania con il resto della città grazie all'omonima fermata, divenuta provvisoriamente capolinea.

## Galleria d'immagini

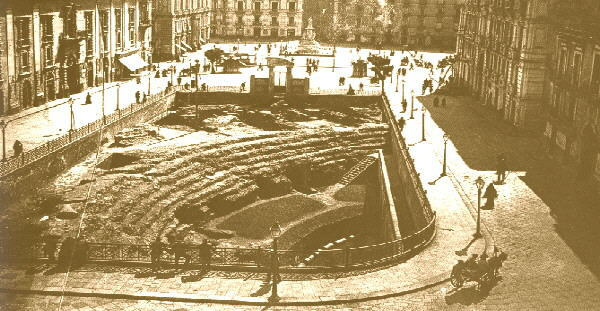
Piazza Stesicoro nel 1911: in primo piano l'anfiteatro romano.
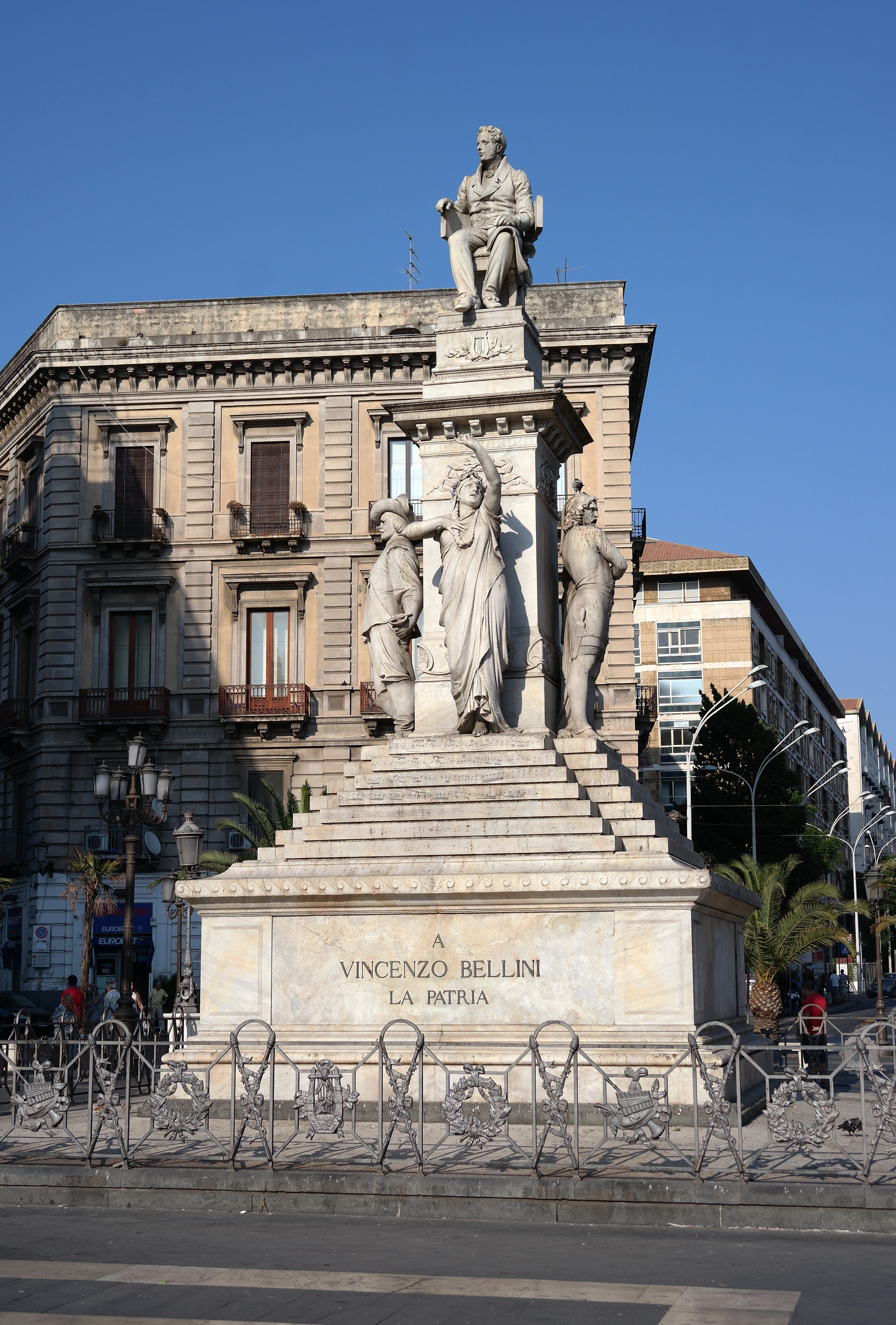
Monumento a Vincenzo Bellini, realizzato da Giulio Monteverde.
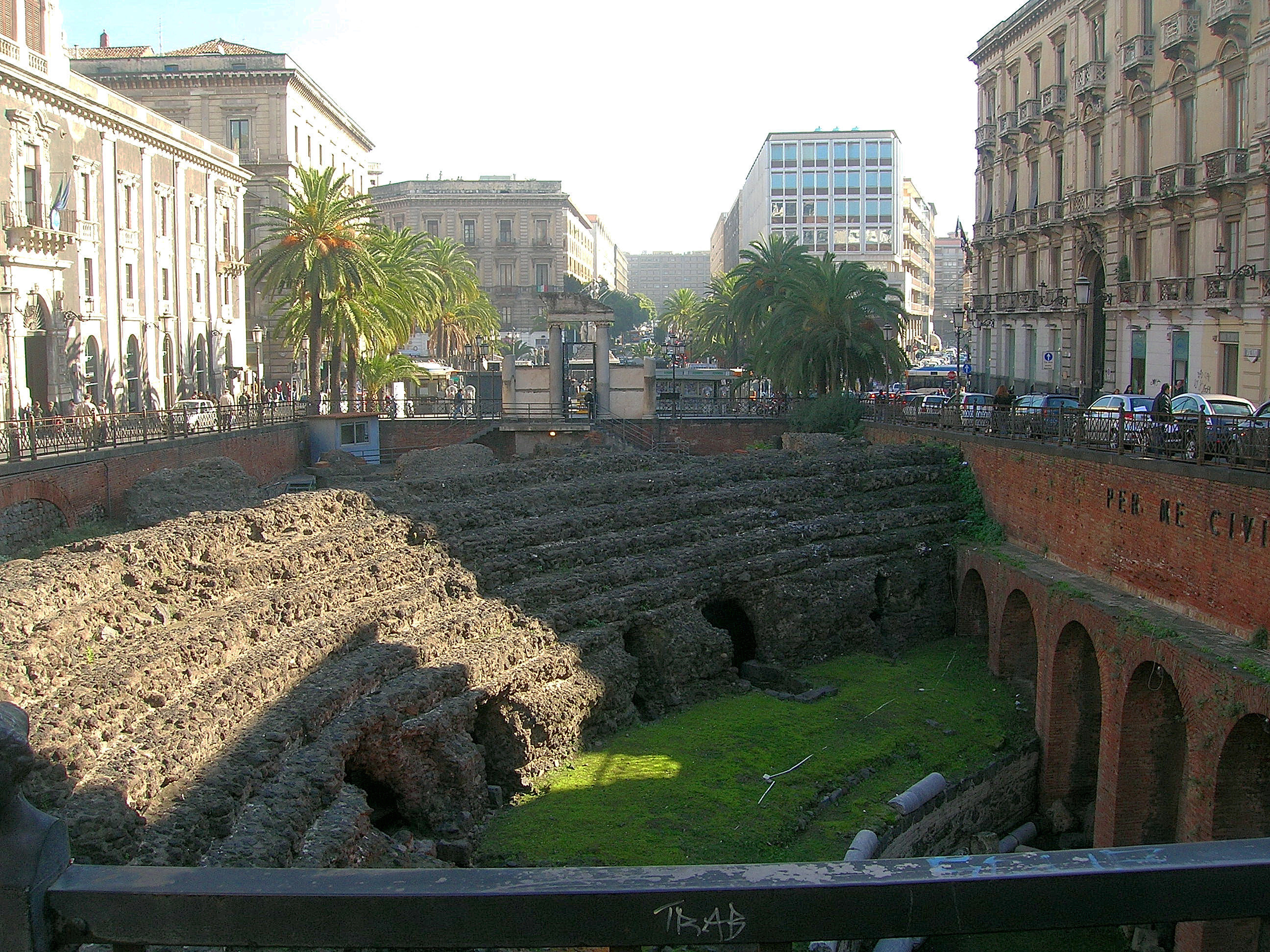
La piazza oggi vista dalla ringhiera dell'anfiteatro romano.